# جيغمي تنزن
جيغمي تنزن هو لاعب كرة قدم بوتاني في مركز الدفاع، ولد في 15 يوليو 1990 في بوتان. شارك مع منتخب بوتان لكرة القدم. أما مع النوادي، فقد لعب مع نادي ييدزين.

## وصلات خارجية
- جيغمي تنزن على موقع قاعدة بيانات كرة القدم.إي يو (الإنجليزية)
- جيغمي تنزن على موقع ناشيونال فوتبول تيمز (الإنجليزية)
- جيغمي تنزن على موقع Soccerway.com (الإنجليزية)